# Washington State Route 410
Pour les articles homonymes, voir Route 410.

Tracé de la route.

La Washington State Route 410 (SR410), dont un tronçon porte le nom de Chinook Scenic Byway, est une route d'État américaine longue de 173 km située dans l'État de Washington au nord-ouest des États-Unis.

## Description
Débutant non loin de l'Interstate 5 dans la région métropolitaine de Seattle-Tacoma, la route se dirige en direction du sud-est en traversant les comtés de Pierce, de King et de Yakima. Son tracé traverse la forêt nationale du Mont Baker-Snoqualmie ainsi que la partie orientale du parc national du mont Rainier. Elle passe ainsi par les cols de Cayuse (Cayuse Pass) et de Chinook (Chinook Pass) avant de quitter le parc pour rentrer dans la forêt nationale de Wenatchee. La route termine sa course au niveau de la jonction avec la route nationale U.S. Route 12. La portion de la route qui traverse les forêts nationales et le parc national est classée National Scenic Byway, ce qui signifie qu'il s'agit d'une route touristique mise en avant pour la beauté des paysages.
Le tronçon de la route qui traverse le parc national du Mont Rainier est généralement fermé en hiver à cause d'abondantes chutes de neige et du risque d'avalanches dans cette région montagneuse de la chaine des Cascades.